# 나무묘법연화경

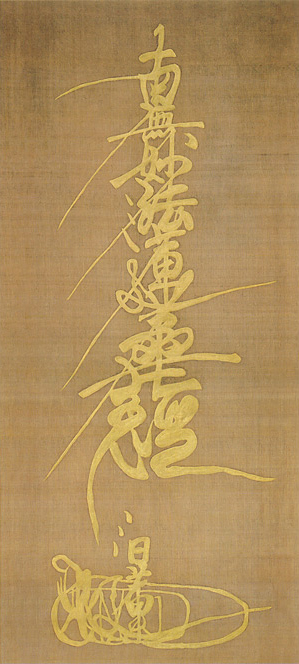

나무묘법연화경(南無妙法蓮華經)은 불교의 경문 중 하나다. "나무"는 범어의 가차로 "귀의한다"는 뜻이고, "묘법연화경"은 법화경의 정식 제목이다. 즉 "나무묘법연화경"은 묘법연화경에 귀의한다"는 뜻이다.
법화경 은 묘법연화경의 줄임말로 부처님의 최고의 말씀을 설한 내용이며,
한국어 독음은 나무묘법연화경,
일본어 독음은 남묘호렌게쿄,
범어는 나마삳다르마푼타리카수트라이다.